# Pirata hurkai
Pirata hurkai är en spindelart som beskrevs av Jan Buchar 1966. Pirata hurkai ingår i släktet Pirata och familjen vargspindlar. Inga underarter finns listade i Catalogue of Life.